# Paus Bonifatius I
Bonifatius I (Rome, geboortedatum onbekend - aldaar, 4 september 422) was de 42e paus van de Rooms-Katholieke Kerk en een van de twee kandidaten voor het pontificaat na de dood van paus Zosimus. De andere was de latere tegenpaus Eulalius. Zijn naam betekent de weldoener.
Na de dood van Zosimus was er een conflict ontstaan over welke richting de kerk op moest. Nadat beide partijen een paus kozen (chronologisch gezien eerst Eulalius, toen Bonifatius), werd besloten dat keizer Honorius de beslissing moest nemen. Deze stelde een synode in, waar echter geen resultaat uit voortvloeide. Daarop besloot hij dat de beide kandidaten weg moesten uit Rome, tot na het besluit. Toen Eulalius dit niet deed, werd zijn tegenstander Bonifatius automatisch paus.
Aan Bonifatius zijn meerdere werken van Augustinus opgedragen. Net als deze theoloog verwierp Bonifatius het pelagianisme. Verder haalde hij keizer Theodosius II van het Oost-Romeinse rijk over om Illyricum aan de kerk van Rome, in plaats van aan die van Constantinopel toe te kennen. Dit had te maken met de machtsstrijd tussen deze twee, een gevolg van de splitsing van het Romeinse rijk in oost en west.
Bonifatius stierf op 4 september. Hij wordt als heilige vereerd. Zijn gedenkdag is 25 oktober.
Cursief: tegenpaus